# Tatorinia rufipennis
Tatorinia rufipennis là một loài bướm đêm trong họ Noctuidae.